# 贝德罗瓦尔库维亚
贝德罗瓦尔库维亚（義大利語：Bedero Valcuvia），是意大利瓦雷泽省的一个市镇。总面积2平方公里，人口636人，人口密度318.0人/平方公里（2009年）。国家统计（ISTAT）代码为012010。